# Oreochromis shiranus
Oreochromis shiranus és una espècie de peix de la família dels cíclids i de l'ordre dels perciformes.

## Subespècies
- Oreochromis shiranus chilwae (Trewavas, 1966)
- Oreochromis shiranus shiranus (Boulenger, 1897)